# Gimnaziu

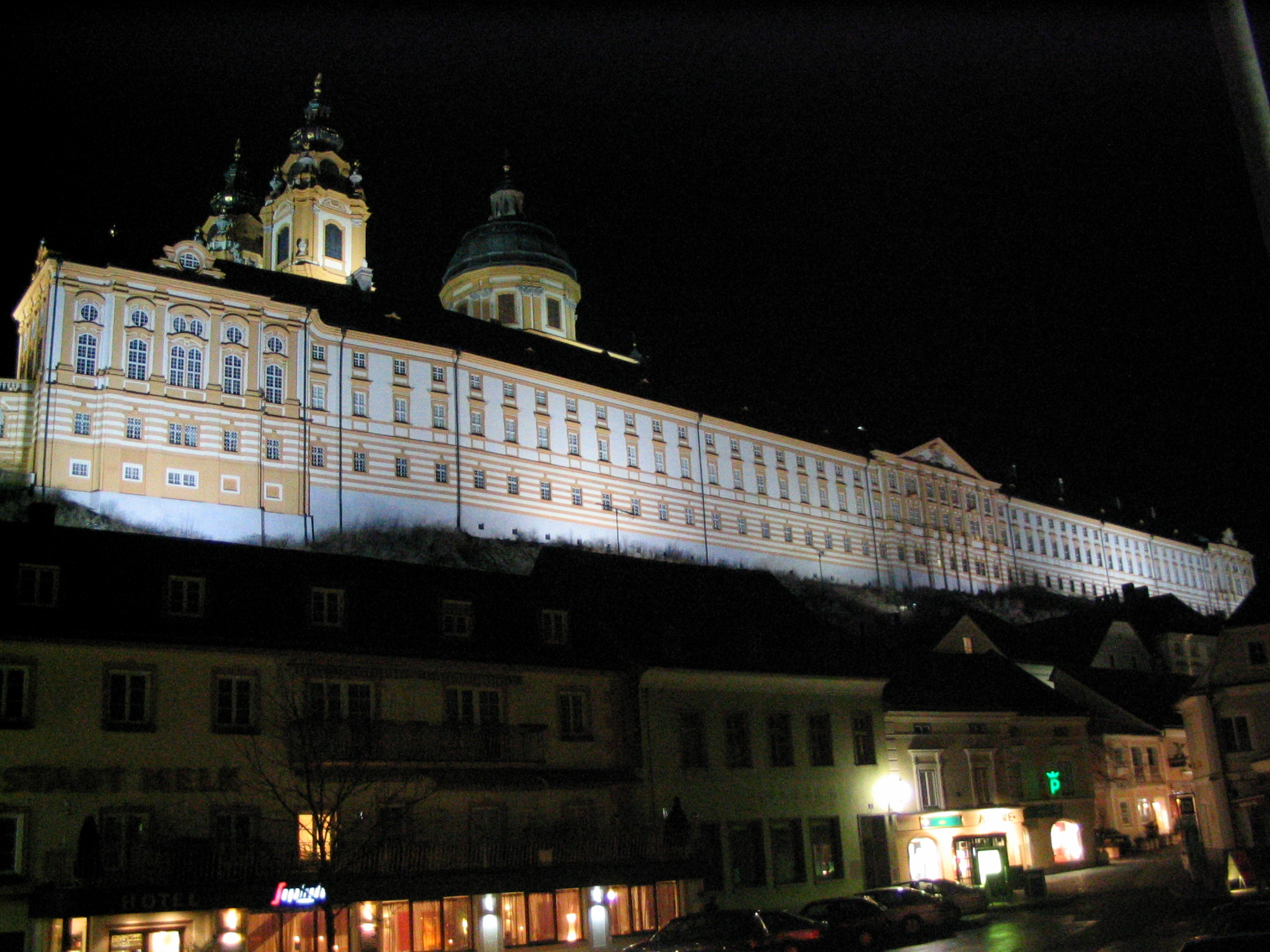
Stiftsgymnasium Melk, cea mai veche școală austriacă

Gimnaziul este o școală de cultură generală care face parte din învățământul secundar. Este precedată de școală primară (clasele Pregătitoare - IV) și succedată de liceu clasele (IX - XII sau XIII). Elevii încadrați în ciclul de studii gimnaziale desfășoară activități în conformitate cu Structura anului de învățământ în învățământul preuniversitar din România care este stabilită anual de către Ministerul Educației și Cercetării prin ordin al ministrului

## Istoric
Numele de gimnaziu vine de la cuvântul grecesc gymnasion.

## Învățământul gimnazial în România
Învățământul gimnazial în România durează 4 ani, începând de obicei la 11 și terminând la 14 ani. Învățământul secundar cuprinde:
- învățământul secundar inferior, organizat în două cicluri care se succed:
  - gimnaziu, clasele V-VIII;
  - ciclul inferior al liceului sau școala de arte și meserii, clasele IX-X;
- învățământul secundar superior: ciclul superior al liceului, clasele XI – XII/XIII, precedat, după caz, de anul de completare.